# Kishoreganj (district)
Pour la ville, voir Kishoreganj.
Kishoreganj est un district du Bangladesh. Il est situé dans la division de Dhaka. La ville principale est Kishoreganj.

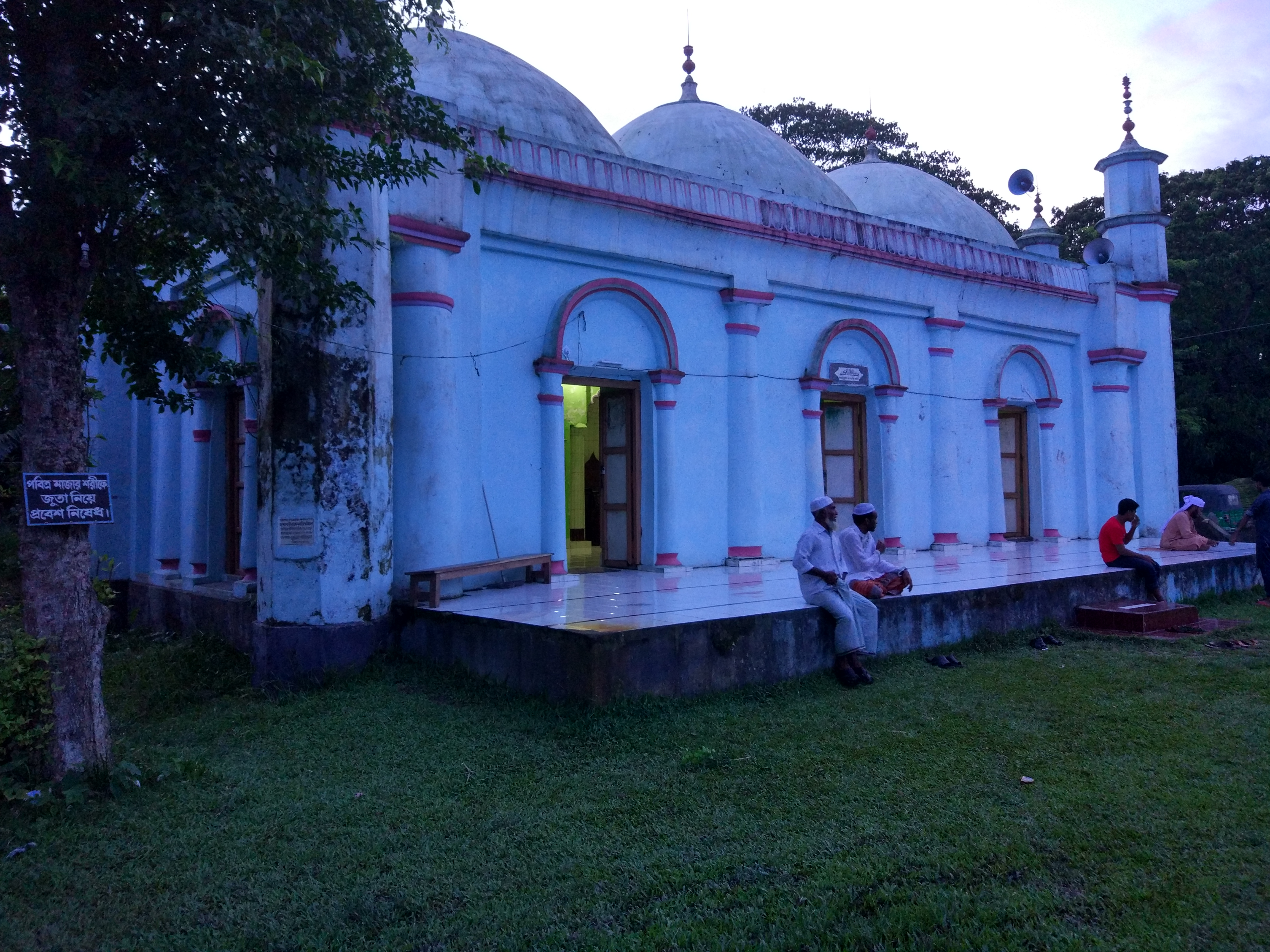
La mosquée Isa Khan dans le fort de Jangalbari